# Heterostylie

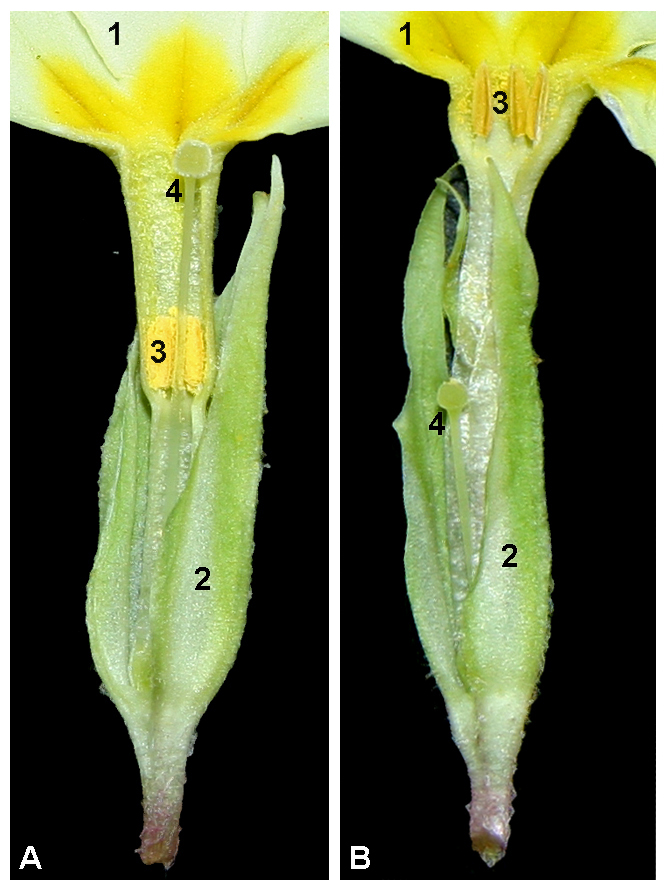
Distylie bei Primula vulgaris, 1=Krone, 2=Kelch, 3=Staubblatt, 4=Narbe

Trimorphe Heterostylie

Heterostylie oder Anisostylie, die Verschiedengriffeligkeit, ist ein Begriff aus der Blütenbiologie. Sie ist eine Form der reziproken Herkogamie, bei der innerhalb einer Art verschieden gestaltete Blütentypen (Heteromorphie) zur Förderung der Fremdbestäubung ausgebildet werden. Eine weitere Form ist die Enantiostylie (Schiefgriffligkeit). Heterostylie kann zusammen mit der Heterantherie auftreten, der unterschiedlichen Ausbildung der Antheren, hier z. B. mit unterschiedlicher Funktion. Auch dies dient dazu, eine Selbstbestäubung zu erschweren oder zu verhindern.
Der Gegensatz zur Heterostylie ist die Homostylie.
Unter Heterostylie versteht man das Vorkommen unterschiedlicher Blütentypen (Polymorphismus) innerhalb einer Pflanzenart. Diese Blütentypen unterscheiden sich durch ein unterschiedliches Verhältnis der Länge des Griffels zur Länge der Staubblätter, oder auch hinsichtlich
der Ansatzhöhe der Antheren, also der Staubblattposition.
Man unterscheidet das Vorkommen von zwei (dimorphe Heterostylie, Distylie auch Heterodistylie) oder drei (trimorphe Heterostylie, Tristylie auch Heterotristylie) verschiedenen Blüten. Bei kurzgriffeligen (mikro- oder brachystylen; Brachystylie) Blüten sind die Griffel kurz und die Staubblätter lang und mittellang, bei langgriffeligen (makro- oder dolichostylen) Blüten die Griffel lang und die Staubblätter mittellang und kurz. Dazwischen liegen die mesostylen, also mittelgriffeligen Blüten, hier ist die eine Hälfte der Staubblätter lang, die andere kurz, der Griffel ist kürzer als die langen und länger als die kurzen.
So gibt es etwa bei zahlreichen Vertretern der Gattung Primula je etwa gleich viele Individuen mit kurzem Griffel und hoher Staubblattposition, bzw. mit langem Griffel und tiefer Staubblattposition. Eine solche dimorphe Heterostylie bzw. Distylie kommt beispielsweise auch bei manchen Vertretern der Knöterichgewächse (Polygonaceae), Sauerkleegewächse (Oxalidaceae) oder Rötegewächse (Rubiaceae) vor. Beispiele für Tristylie finden sich beim Blutweiderich (Lythrum salicaria) und den meisten Vertretern der Gattung Oxalis.
Bereits Charles Darwin konnte zeigen, dass nur bei einer Kreuzbestäubung beider Typen ein optimaler Fruchtansatz stattfindet, Heterostylie also der Förderung einer Fremdbestäubung dient.
Mittlerweile wurde festgestellt, dass bei der so genannten Heterostylie nicht nur die Griffellänge und Staubblattposition entscheidend sind. Vielmehr beeinflussen auch unterschiedliche große Pollen und Narbenpapillen diesen Bestäubungsvorgang. Aus diesem Grund besteht die Tendenz, den Begriff Heterostylie durch den Begriff Heteromorphie zu ersetzen.

## Geschichte
Die Heterostylie wurde erstmals von Christian Konrad Sprengel entdeckt und 1793 bei der Wasserfeder (Hottonia palustris) beschrieben. Er schrieb dazu wörtlich: Ich glaube nicht, daß dieses etwas zufälliges, sondern eine Einrichtung der Natur ist, ob ich gleich nicht im Stande bin, die Absicht derselben anzuzeigen.